# Moundridge (Kansas)
Moundridge é uma cidade localizada no estado americano de Kansas, no Condado de McPherson.

## Demografia
Segundo o censo americano de 2000, a sua população era de 1593 habitantes.
Em 2006, foi estimada uma população de 1639, um aumento de 46 (2.9%).

## Geografia
De acordo com o United States Census Bureau tem uma área de
2,7 km², dos quais 2,7 km² cobertos por terra e 0,0 km² cobertos por água. Moundridge localiza-se a aproximadamente 455 m acima do nível do mar.

## Localidades na vizinhança
O diagrama seguinte representa as localidades num raio de 24 km ao redor de Moundridge.